# Chromosom 11

Chromosom 11 – jeden z 23 parzystych ludzkich chromosomów. DNA tworzące chromosom 11 liczy około 134,5 milionów par zasad, co stanowi około 4-4,5% materiału genetycznego człowieka. Liczbę genów mających swoje loci na chromosomie 11 szacuje się na 1 300-1 700. Najnowsze badania określają liczbę genów kodujących białka na 1 524, a liczbę pseudogenów na 765.

## Geny
- ACAT1
- ATM
- CPT1A
- DHCR7
- HBB
- HMBS
- INS
- PAX6
- PTS
- SAA1
- SBF2
- SMPD1
- TECTA
- TH
- USH1C.

## Choroby
Niektóre z genetycznie uwarunkowanych chorób wiązanych z mutacją w genach chromosomu 11:
- aniridia
- ataksja-teleangiektazja
- beta-talasemia
- Choroba Charcota-Mariego-Tootha
- zespół Jacobsena
- zespół Jervella i Lange-Nielsena
- zespół Meckela
- choroba Niemanna-Picka
- niedobór syntazy 6-pirogronianotetrahydropteryny
- Zespół Smitha-Lemliego-Opitza
- mnoga gruczolakowatość wewnątrzwydzielnicza typu 1
- zespół WAGR
- niektóre postaci porfirii
- zespół Romano-Warda
- anemia sierpowata
- Zespół Beckwitha-Wiedemanna
- Zespół Denysa-Drasha
- akatalazja.